# Orłów-Kolonia
Orłów-Kolonia – wieś w Polsce, położona w województwie łódzkim, w powiecie kutnowskim, w gminie Bedlno.
W latach 1975–1998 wieś administracyjnie należała do województwa płockiego.